# BV Cloppenburg
Ballspielverein Cloppenburg e. V. – niemiecki klub piłkarski z siedzibą w mieście Cloppenburg, występujący w Niedersachsenlidze, stanowiącej piąty poziom rozgrywek w Niemczech.

## Historia
Klub został założony w 1919 roku jako następca SV Cloppenburg 1911. W 1949 roku awansował do Amateuroberligi, stanowiącej wówczas drugi poziom rozgrywek. Grał w niej do 1952 roku, a następnie w latach 1954–1962. W 1964 roku spadł z kolei do Verbandsligi (IV liga). Na trzeci poziom rozgrywkowy wrócił w 1995 roku, kiedy to awansował do Regionalligi (grupa Nord). W sezonie 1995/1996 zajął w niej 17. miejsce i spadł do Oberligi. Do Regionalligi wrócił w 1998 roku i spędził w niej wówczas dwa sezony.

## Występy w lidze
| Liga                                       | Poziom | Sezony razem | Sezony szczegółowo |
| ------------------------------------------ | ------ | ------------ | --- |
| Amateuroberliga (grupa Niedersachsen-West) | II     | 11           | 1949/1950, 1950/1951, 1951/1952, 1954/1955, 1955/1956, 1956/1957, 1957/1958, 1958/1959, 1959/1960, 1960/1961, 1961/1962 |
| Amateuroberliga 2 (grupa Niedersachsen)    | III    | 4            | 1952/1953, 1953/1954, 1962/1963, 1963/1964                                                                              |
| Regionalliga (grupa Nord)                  | III    | 3            | 1995/1996, 1998/1999, 1999/2000                                                                                         |

## Reprezentanci kraju grający w klubie
|  | - Artan Pali - Jerwand Sukiasjan - Ivica Jozić - Jan Blažek - Zdeněk Svoboda - Jupp Derwall - Nii Welbeck - Luc-Arsène Diamesso |  | - Elie Rock Malonga - Joakim Compaigne Ntsika - Valdas Ivanauskas - Tony Nwaigwe - Andrew Uwe - Jozef Juriga - Štefan Rusnák |